# Bicing
bicing es un servicio de alquiler de bicicletas públicas en la ciudad de Barcelona, 
España, que se implementó en marzo de 2007, promovido por el Ayuntamiento. La empresa municipal Barcelona de Serveis Municipals (B:SM) es la gestora del servicio, mientras que la concesión de explotación corresponde desde 2019 a Pedalem Barcelona, una Unión Temporal de Empresas formada por CESPA (Ferrovial Servicios) y PBSC.  Entre 2007 y 2018 fue Clear Channel la empresa encargada de dicha tarea.

## Servicio y tarifas
Los usuarios pagan un abono anual para acceder a un total de 7000 bicicletas mecánicas y eléctricas repartidas en cualquiera de las 524 estaciones disponibles en toda la ciudad. Para ello pueden escanear el código QR de la bicicleta con la aplicación para móvil SMOU o bien utilizar la tarjeta que reciben en su domicilio al realizar el alta en el servicio.
Una de las tarifas disponibles es la tarifa plana de 50 €. Los primeros 30 minutos de uso de una bicicleta mecánica no suponen ningún coste adicional. En el caso de utilizar una bicicleta eléctrica, cuesta 0,35 €. Las siguientes fracciones de 30 minutos hasta las 2 horas, se cobra 0,7 € o 0,9 € por fracción si se ha escogido una bicicleta mecánica o eléctrica respectivamente. A partir de las 2 horas, se cobra 5 € la hora en ambos sistemas.
También hay un abono tarifa de uso que cuesta 35 € al año para los que hacen un uso menor. Los primeros 30 minutos cuestan 0,35 € si se utiliza una bicicleta mecánica y 0,55 € si se utiliza una eléctrica. El resto de tramos se cobra como en el abono tarifa plana.
El servicio Bicing funciona 24 horas de lunes a domingo.
Cabe destacar que, entre cada estacionamiento de la bicicleta, el usuario deberá esperar 10 minutos para poder volver a usar el servicio (esta medida fue impuesta al Ayuntamiento de Barcelona por las empresas de alquiler de bicicletas --agrupadas bajo la marca Bicitours-- para evitar el uso lúdico de las bicis por parte de residentes y/o turistas, una vez el servicio ya llevaba tres meses en funcionamiento).

## Bicicletas y estaciones
Las bicicletas están numeradas y tienen un diseño característico para evitar robos. Son de color blanco y rojo, tienen tres marchas y luces delanteras y traseras que se encienden de forma automática, gracias a un sensor fotoeléctrico, por la noche. En el manillar, tienen una estructura metálica, que permite al usuario llevar un pequeño equipaje, sujetándolo con la ayuda de una goma elástica.
Hasta finales de julio de 2007 estaban inauguradas 96 estaciones en los distritos de Ciutat Vella, Ensanche y algunos puntos de los distritos de San Martín y Gracia, con 1.500 bicicletas. En mayo del 2008, se llegó a las 321 estaciones y más de 3.000 bicicletas y en junio del 2008, el servicio disponía de 384 estaciones y 6000 bicicletas. Estas estaciones suelen estar cerca de paradas de metro o autobús, ya que uno de los objetivos del servicio es reducir el tiempo entre transbordos y trayectos cortos.
Debido al éxito que tiene el sistema, a principios de 2020 se anuncia la expansión del servicio a otros barrios y distritos. Se prevé la colocación de 97 nuevas estaciones y la ampliación del servicio a 11 barrios donde actualmente no llegaba el Bicing –La Marina del Prat Vermell, Vallcarca-Penitents, la Salud, Vall d’Hebron, la Clota, Canyelles, Roquetes, Verdún, Trinitat Nova, Ciudad Meridiana y El Carmel-, así como el refuerzo en algunos barrios donde el uso es más intensivo. El incremento más importante se da en los distritos de Horta-Guinardó, Nou Barris, Sants-Montjuïc, Sant Martí y Gracia.

## Usuarios
El sistema ha tenido una gran aceptación en la ciudad donde en menos de 3 meses desde su inicio más de 50.000 personas ya disponían de una tarjeta. A principios de julio de 2007 ya había aproximadamente 84.000 usuarios. No obstante, el incremento exorbitante de usuarios se ha frenado, puesto que, a partir de julio de 2007 el precio anual pasó de 6€ a 24€. En febrero del 2008, se superó los 100.000 abonados y a finales de marzo, abriendo el Bicing a nuevos barrios de la ciudad, creció el número de usuarios según el ayuntamiento hasta los 125.000, que cuentan ya con 400 estaciones (agosto del 2008). En junio de 2008, los 151.479 usuarios disponían de 384 estaciones, con más de 6000 bicicletas operativas. Dos años después de la entrada en servicio del Bicing, se han superado las expectativas iniciales: De proyectar unos 65.000 usuarios, el servicio tiene abonados a más de 190.000 personas, que disponen de más de 400 estaciones y 6000 bicicletas.
Desde febrero de 2019, el sistema cuenta con más de 104.000 usuarios.
La mayoría de los usuarios son de la provincia de Barcelona, de los que un 51% son hombres y un 49% mujeres. El distrito con un porcentaje más elevado de usuarios registrados es el Ensanche (26,48%). Un 30,6% son usuarios con nivel superior de estudios, un 22,3% nivel medio, un 21,2% son administrativos y el 16,5% son estudiantes.
Las bicicletas se utilizan una media de 15 minutos por trayecto y solo un 6,6% la utiliza más de 30 minutos.

## Críticas
Durante la gestión de la primera generación de Bicing existieron algunos problemas con anclajes que no funcionaban o bicicletas con desperfectos (frenos, cadenas sueltas, neumáticos pinchados, marchas, etc.). Para evitar algunos de estos problemas en los anclajes, muchos de ellos provocados por el vandalismo, el 2 de diciembre de 2009 se instaló una barra de protección para reforzarlos.
En ocasiones la devolución de la bicicleta no es correcta y desemboca en un cargo en la tarjeta por sobrepasar los 30 minutos gratuitos, algunos achacan este problema al servicio. Sin embargo Bicing recoge en las condiciones de uso que la responsabilidad en la devolución es del propio usuario, quien debe comprobar que en el display de la estación correspondiente aparece un mensaje que indica que la bicicleta ha sido anclada de forma correcta cuando se realice la comprobación mediante el pase de la tarjeta en el tótem de la estación o verificar dicha devolución por la app smou. En caso de que no aparezca este mensaje, el usuario queda obligado a avisar al teléfono gratuito de averías.

## Otras ciudades
El éxito del Bicing ha convencido a políticos en otras partes de España y América para proponer un servicio parecido, por ejemplo Madrid, Hospitalet de Llobregat y Buenos Aires, donde es completamente gratuito.

## Antecedentes
El origen de la iniciativa de proporcionar un servicio público de transporte basado en el uso de la bicicleta podemos encontrarlo en el ideario y acciones happening del Movimiento Provo holandés, que desarrolló distintas estrategias de provocación a la autoridad y de apropiación del espacio público y de la vida social. El primero de los llamados Planes Blancos fue el Witte fietsen plan, Plan Blanco de Bicicletas, que preveía la socialización de los principales medios de transporte de Ámsterdam. Por toda el área de la ciudad deberían colocarse bicicletas blancas a libre disposición, para que todo el mundo pudiera coger y dejar una bici en el lugar que le pareciera. Con este plan los provos querían eliminar los coches. Circulando en dirección contraria, deteniéndose en medio de la calzada o, simplemente, lanzando las bicis a la vía, los provos consiguieron colapsar completamente el tráfico de Ámsterdam. La policía cargó contra los asistentes a la Presentación de la Primera Bicicleta Blanca.